# 기울임꼴
기울임꼴(Oblique type)은 자형을 오른쪽으로 기울인 글꼴이다. 처음부터 자형이 기울어져 있는 이탤릭체와 달리 기본 글꼴을 기울게 변형한 것이며, 기울이기 전과 비교해서 자형이 변하지 않는다.
일반적으로 이탤릭체와 기울임꼴을 의미적으로 동일시해서 사용하지만, 이탤릭체는 역사적으로 손글씨에서 발생한 것으로서 로만체와는 자형 자체가 다르다. 때문에 이탤릭 자형을 따로 만들지 않고 기본 자형을 컴퓨터 프로그램으로 기울이기만 한 기울임꼴은 정확한 의미에서 이탤릭이 아니다. 이런 경우를 가짜 이탤릭(fake italics)이라고도 한다.